# توماش پریشکین
توماش پریشکین (مجاری: Tamás Priskin؛ زادهٔ ۲۷ سپتامبر ۱۹۸۶) بازیکن فوتبال اهل مجارستان است.
از باشگاه‌هایی که در آن بازی کرده‌است می‌توان به باشگاه فوتبال مکابی حیفا، باشگاه فوتبال سوانزی سیتی، باشگاه فوتبال اسلوان براتیسلاوا، باشگاه فوتبال دربی کانتی، باشگاه فوتبال اسپارتاک ولادی‌قفقاز، باشگاه فوتبال آستریا وین، باشگاه فوتبال کویینز پارک رنجرز، باشگاه فوتبال ایپسویچ تاون، باشگاه فوتبال دیوری ای‌تی‌او، باشگاه فوتبال واتفورد، و باشگاه فوتبال پرستون نورث اند اشاره کرد.
وی همچنین در تیم‌های ملی فوتبال زیر ۲۱ سال مجارستان و مجارستان بازی کرده‌است.